# Oligosoma striatum
Oligosoma striatum är en ödleart som beskrevs av  Walter Buller 1871. Oligosoma striatum ingår i släktet Oligosoma och familjen skinkar. IUCN kategoriserar arten globalt som sårbar. Inga underarter finns listade i Catalogue of Life.